# Парагвай на літніх Олімпійських іграх 1976
Парагвай брав участь у Літніх Олімпійських іграх 1976 року у Монреалі (Канада) втретє за свою історію, але не завоював жодної медалі.